# 正街

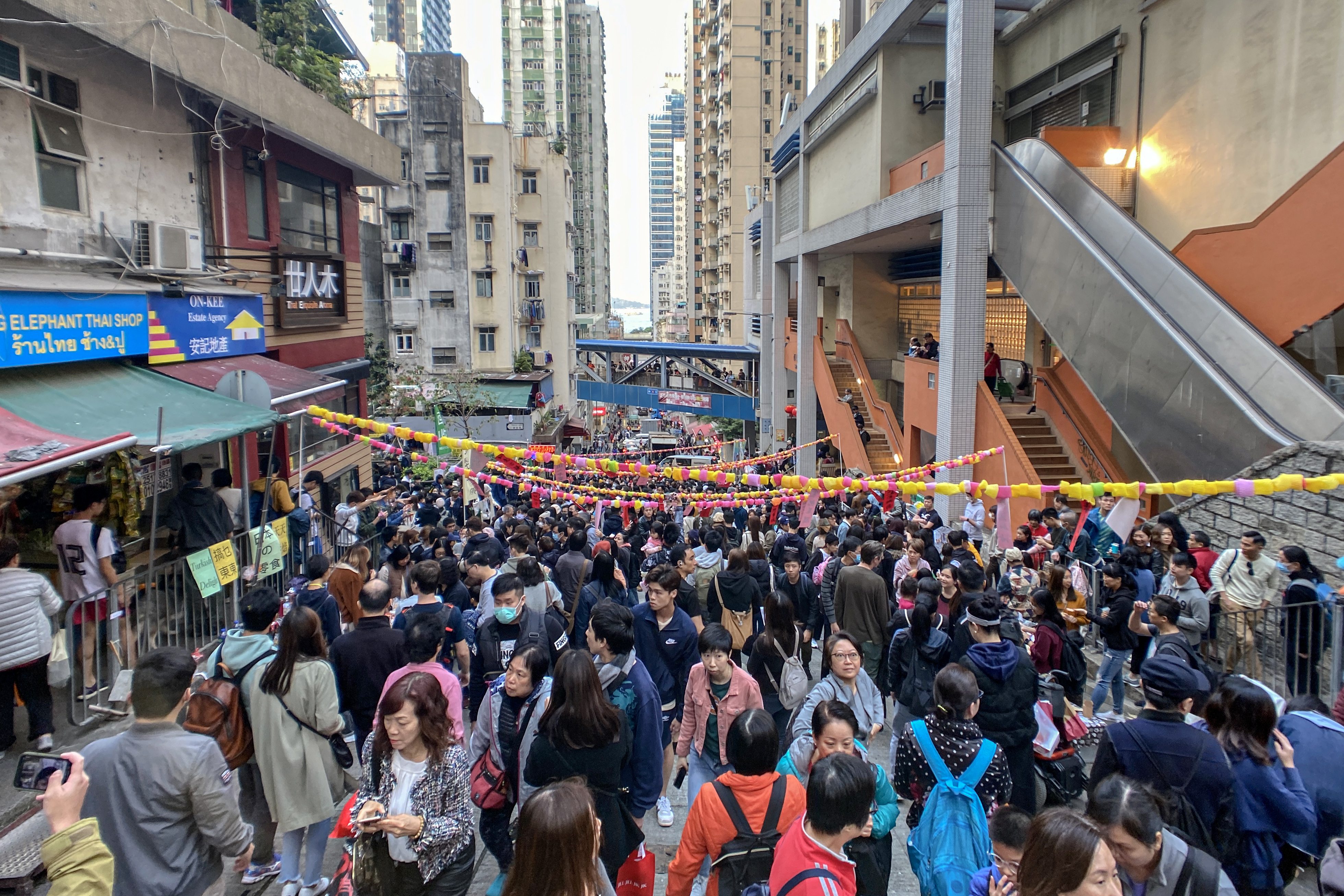
正街斜路在假期經常有民間活動舉行，圖為2020年「山城年宵」，人潮擠滿街道

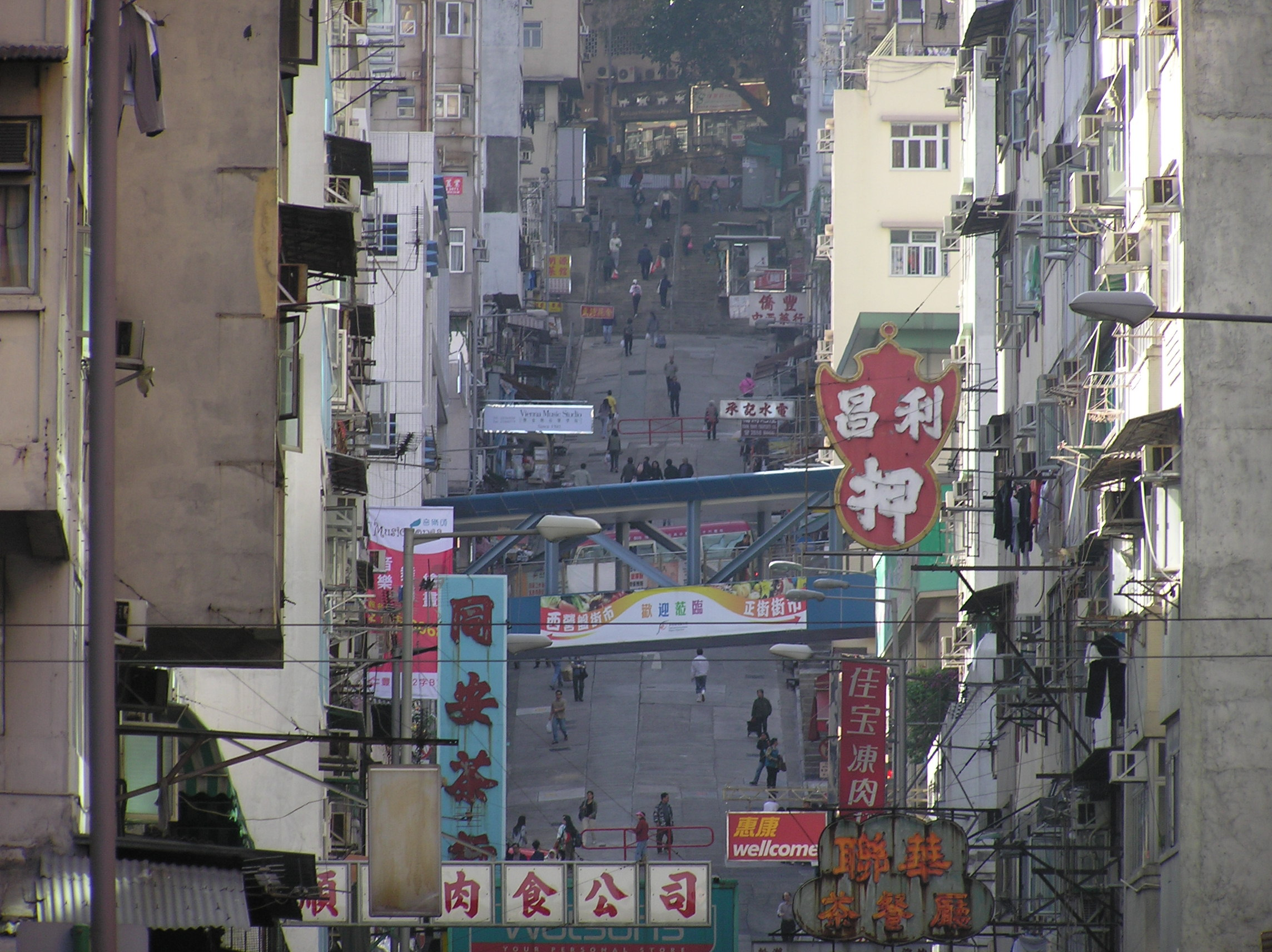
從山腳仰望正街中上段

正街是香港香港島西營盤的一條下山坡行車街道，可容小巴及私家車使用。

## 特色

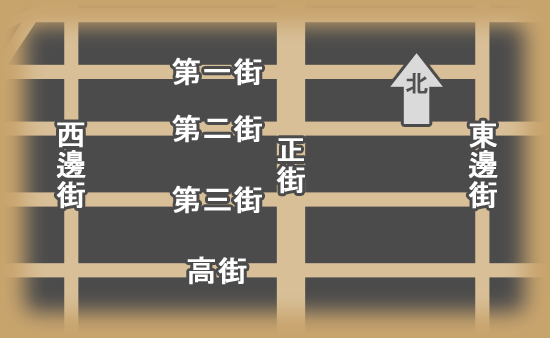
西營盤早期街道規劃

正街是一條筆直的、兩線單程的、由南至北走向的街路，東邊有東邊街，西邊有西邊街。
正街是香港斜度最高的道路之一（另一道路位於中環卑利街），最高斜度有1:4，有長命斜之稱，過去曾發生過不少交通意外。皇后大道西以北及近維多利亞港以南的一段，則是從前填海而得來的平路。
現時正街附近有正街街市、西營盤街市、中國銀行（香港）、匯豐銀行、惠康超級市場、百佳超級市場、佳寶食品超級市場、日本城、茶餐廳等，是街市人流旺區。
到2013年4月，整條正街自動扶梯連接系統正式啟用後，現時正街近高街位置開設了多間精品小店及特色食肆。
港鐵港島綫西營盤站已在正街附近設立出入口。

## 區議員
現時中西區區議會的正街選區，正是以正街為中心並以此街道為名。此選區歷任三位議員，首任議員為民主黨成員梁耀祖(2000-2006)。梁議員2006年因交通意外死亡後，此選區之補選由獲得工聯會支持的李志恆勝出，並一直連任至2019年(2006-2019)。直到2019年區議會選舉，民主黨成員張啟昕勝出並為民主黨重奪此選區議席(2020-2021)。

## 圖集

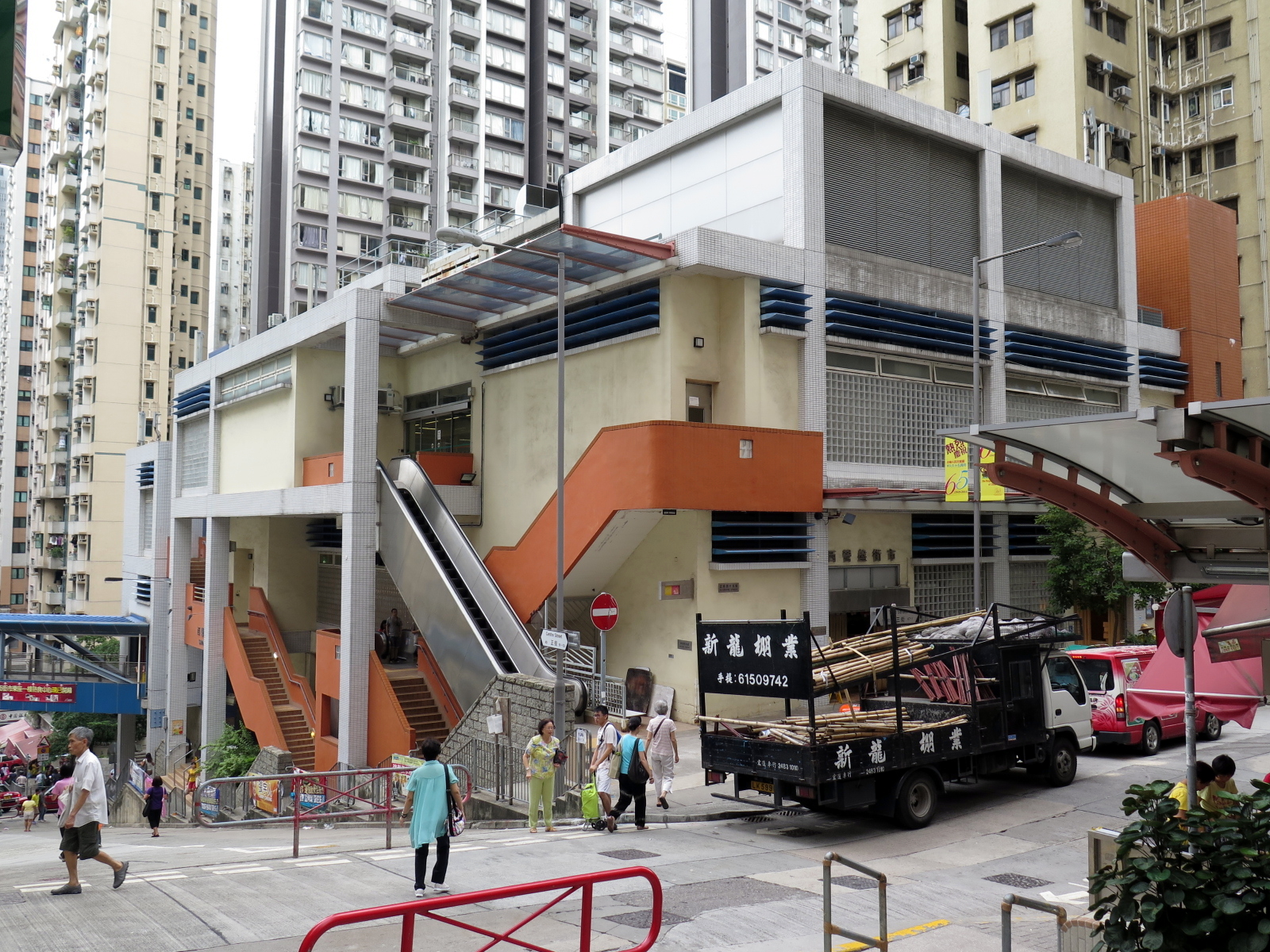
正街上段的西營盤街市
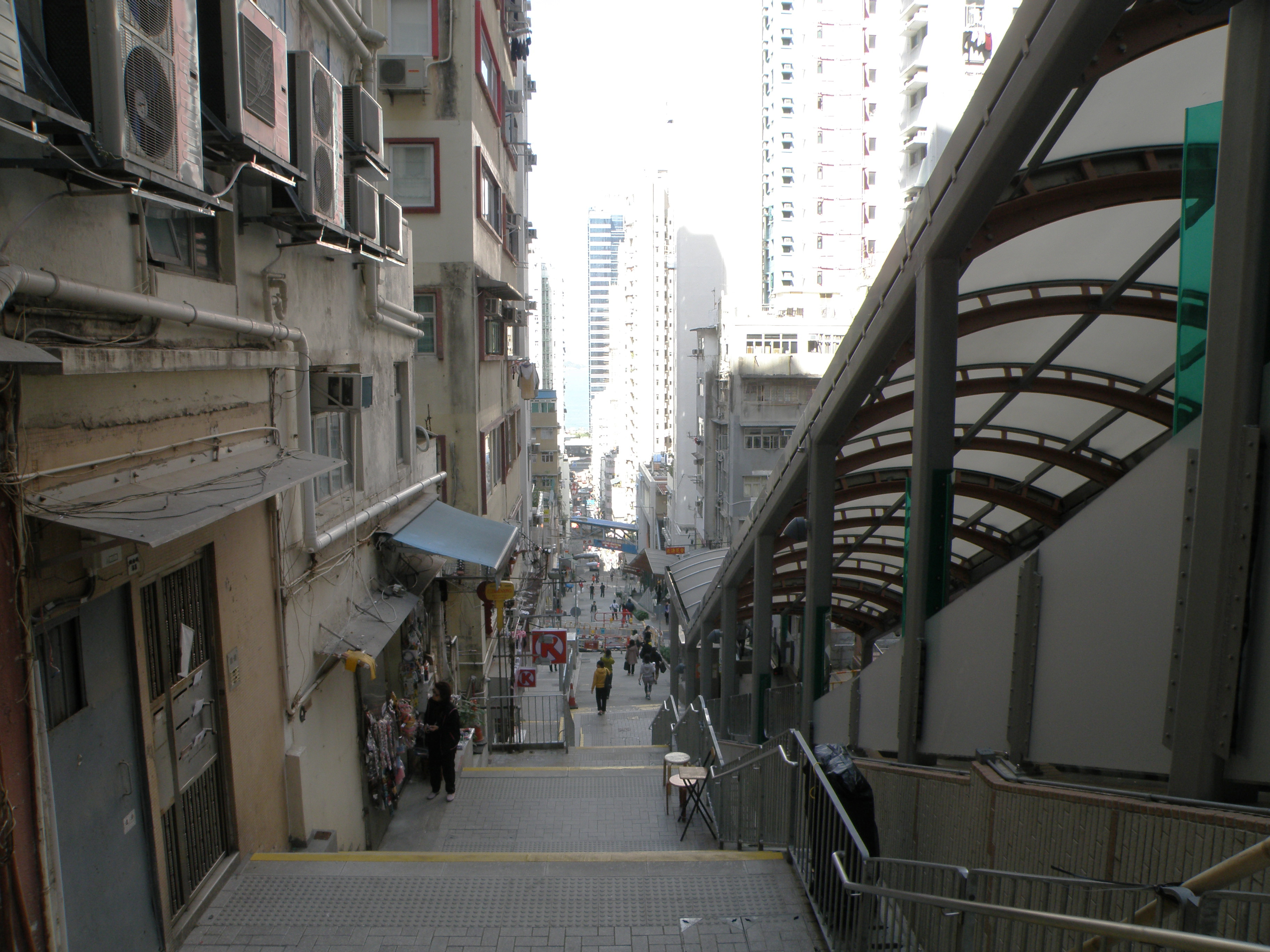
正街南端北望
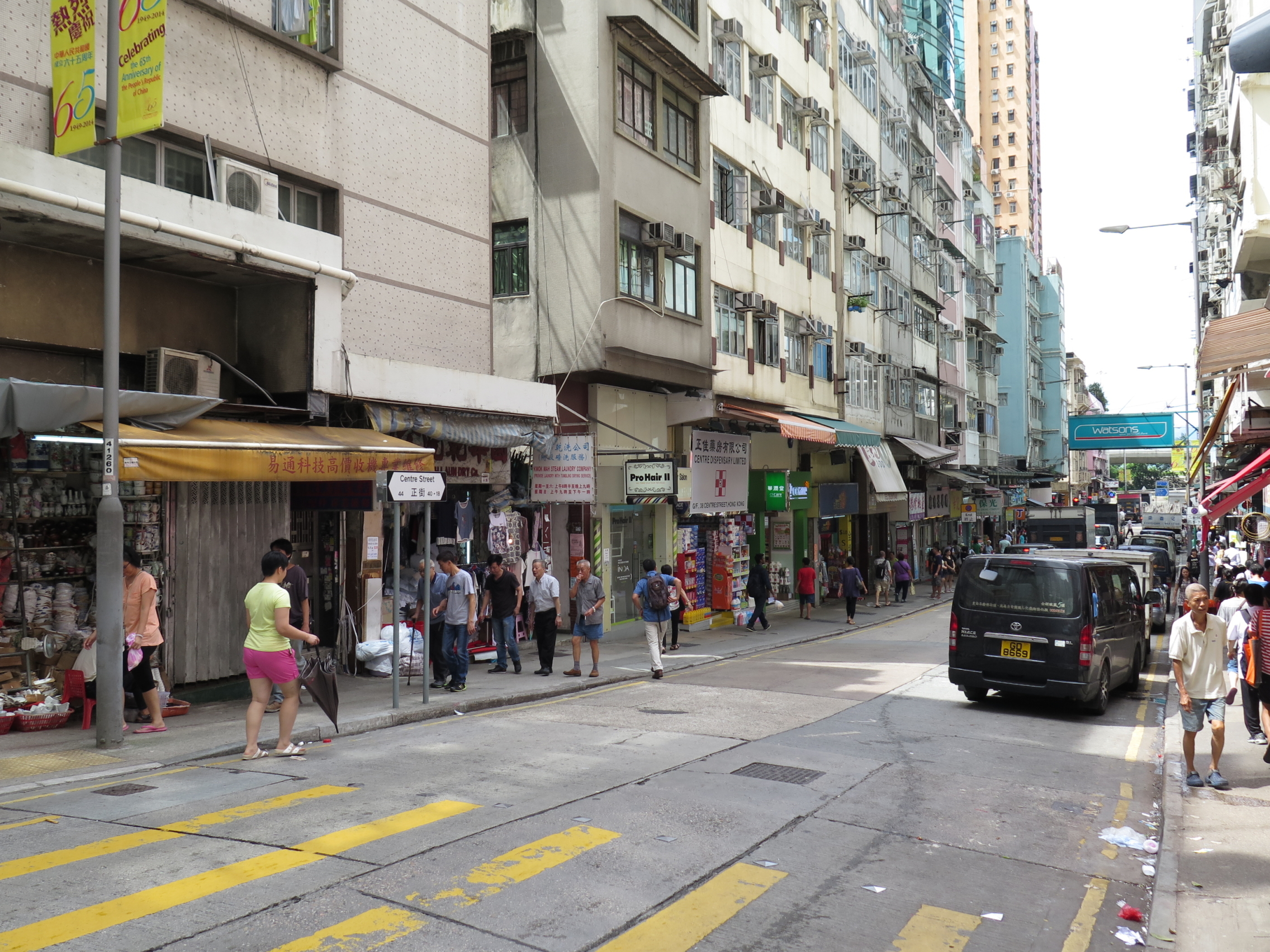
西營盤正街望海的一段
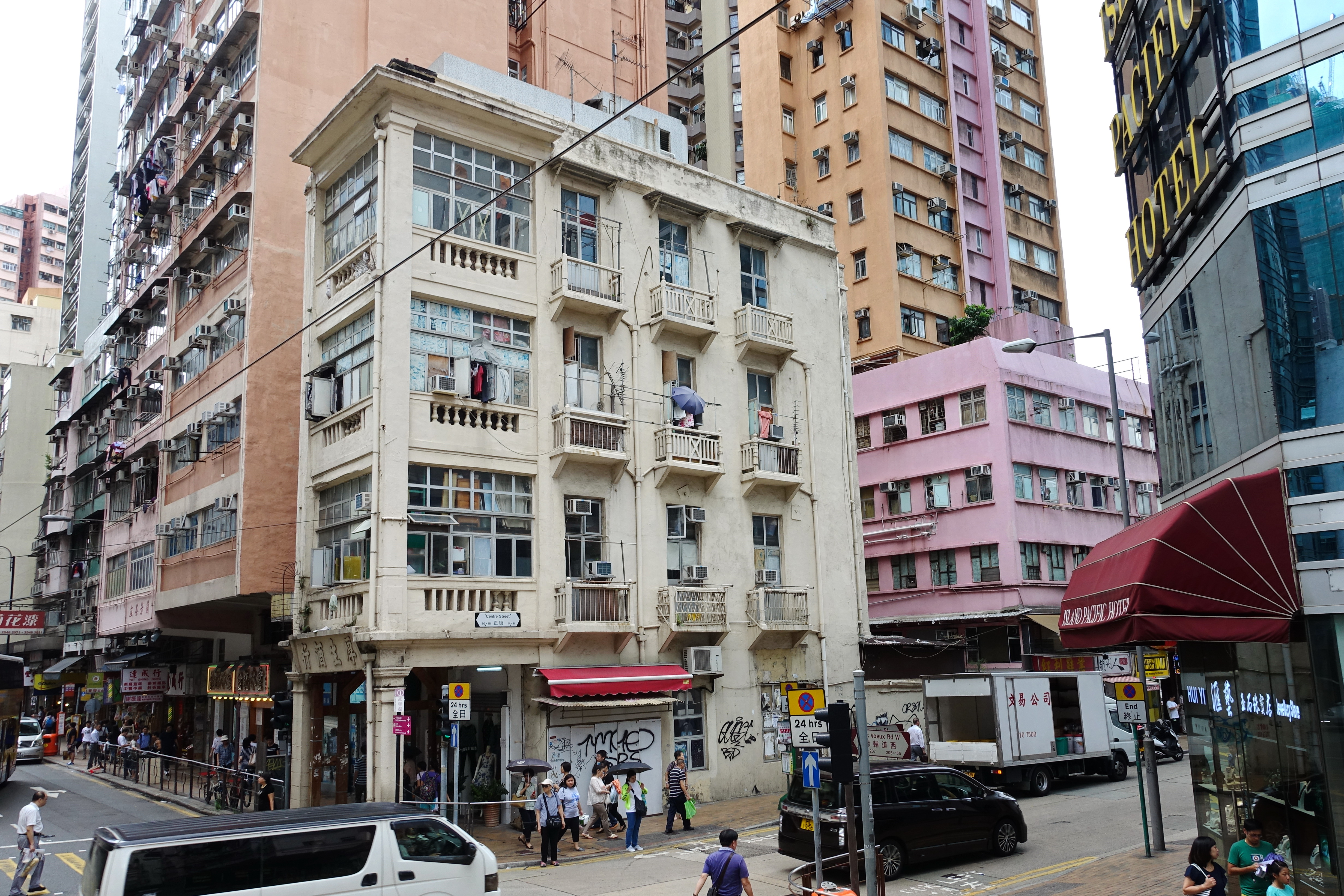
位於德輔道西207號與正街交界的二級歷史建築唐樓

## 外部連結
维基共享资源上的相關多媒體資源：正街